# Ned Rival
Pour les articles homonymes, voir Rival.
Édouard Charles Rival, dit Ned Rival, né le 26 mars 1924 à Pau et mort le 9 août 1995 à Boulogne-Billancourt, est un écrivain français spécialiste du XVIIIe siècle, homme de radio, conseil en relations publiques et chroniqueur gastronomique.

## Biographie

### Écriture
Adepte de la nouvelle cuisine, il écrit ses chroniques dans les années 1970 dans le magazine masculin Lui sous le pseudonyme de Cherche-Midi. Jacky Durand écrit dans Libération : « Ned Rival mitonnait de délicieux papiers gastronomiques dans Lui Magazine ».

### Activité radiophonique
Ned Rival a adapté De fil en aiguille de René Clair en 1947 (23 min
Il a aussi présenté : 
- Une partie de campagne, le 21 septembre 1946 sur la Chaîne Nationale, rediffusée sur La Nuit rêvée de... Michel Butel le 27 mai 2012
- L'actualité du cinéma : Quai des orfèvres (27 mai 1948), rediffusée sur Le blog de Les Nuits de France Culture le 9 octobre 2014
- En 1948/1949, chaque jour à 19 h 15 L'embarras du choix à la Radio RFD avec Gisèle Boyer[4].
- En 1950, Pile ou Face, (lui succédera Georges de Caunes) avec Gisèle Boyer et Michel Emer[5].
- Vers 1950 : diffusée en « prime time » le dimanche soir sur Radio Luxembourg, l'émission Lux, lors de laquelle deux mille vedettes vantaient les mérites du savon mythique.

Il joue aussi son propre rôle de présentateur dans le film de Pierre Gautherin Au fil des ondes en 1951.

### Relations Publiques
Ned Rival fonde la première société française de relations publiques[réf. nécessaire]. Il a aussi traduit et adapté le Guide pour la pratique des relations publiques en 1961.

## Publications
Relations publiques
- Guide Pour La Pratique Des Relations Publiques Rédigé Sous Les Auspices De L'institut Britannique Des Relations Publiques, Dunod éd., 1961

Gastronomie
- Dictionnaire des potages,  500 recettes et leur histoire, avec Michel Caron, 1964[8]
- Les Recettes faciles, conception pour Françoise Bernard, 1965[9]
- Lui Cuisine, avec des illustrations originales de Roland Topor, 1971 (réédité par les éditions de l'Epure en 2009)[10]

Histoire
- Casanova, La vie à plaisir, préfacé par Félicien Marceau, 1976[11]
- Tabac, Miroir du Temps, histoire des mœurs et des fumeurs, Musée d'ethnographie corse, Bastia / SEITA, 1979[12]
- Retif de la Bretonne ou Les amours perverties, 1982[13],[14]
- Grimod de la Reynière le gourmand gentilhomme, 1983[15]
- Histoire anecdotique du lavage et des soins corporels, 1986[16]

Romans
- Sous le pseudonyme[17] de Camille Le Rogan : Le Portrait du Destin, 1980[18]